# アメリカ空軍兵器学校
アメリカ空軍兵器学校（アメリカくうぐんへいきがっこう United States Air Force Weapons School)
はアメリカ空軍における教育機関。航空戦闘軍団アメリカ空軍戦闘センター第57航空団に属する。ネバダ州ネリス空軍基地所在。アメリカ空軍士官に対し最新・高等戦術を教育する部署であり、半年ごとに約80名の修了者を送り出している。修了者は各地で教官任務などに就けられる。
学校には16航空隊が編制されており、戦闘機・爆撃機・ヘリコプターなどの航空機のほか、情報部門や大陸間弾道ミサイル部門もある。
元々は1949年に航空機射撃学校(Aircraft Gunnery School)として開設されたものであり、1953年にはアメリカ空軍戦闘機兵器学校(USAF Fighter Weapons School)に改称された。以降、各種戦闘機や攻撃機を用いた教育を行ってきたが、1992年に航空戦闘軍団の設立に伴い、そこの所属とされ名称もFighterを取り、アメリカ空軍兵器学校(United States Air Force Weapons School)となった。